# Konstantin Novoselov
Konstantin Sergejevitsj Novoselov (Russisch: Константин Сергеевич Новосёлов) (Nizjni Tagil, 23 augustus 1974) is een Russisch-Britse natuurkundige.
Novoselov kreeg in 2010 de Nobelprijs voor Natuurkunde samen met zijn promotor Andre Geim voor hun onderzoek naar de eigenschappen van grafeen, het eerste twee-dimensionale materiaal.

## Biografie
Novoselov ontving een diploma aan het Instituut voor Natuurkunde en Techniek van Moskou voordat hij naar Nederland ging. Hij promoveerde in 2004 aan het "High Field Magnet Laboratory" van de Radboud Universiteit Nijmegen onder Geim en bij de Nijmeegse hoogleraar magneetonderzoek Jan Kees Maan. Sinds 2001 is hij verbonden aan de Universiteit van Manchester, waar hij medewerker is in de onderzoekgroep van de mesoscopische fysica – hier bestudeert hij het gedrag van de materie gelegen tussen het microscopische en het macroscopische gebied. Ook is hij verbonden aan het 'Centre for Advanced 2D Materials' (Nationale Universiteit van Singapore). 
Samen met zijn promotor Geim is hij ontdekker van grafeen, een bijzondere tweedimensionale vorm van koolstof. Ondanks het slechts één atoomlaag dik is beschikt het over bijzondere eigenschappen – het is het dunste, stijfste en meest rekbare kristal. Het is een zeer efficiënte geleider van elektriciteit en warmte en het kan gassen tegenhouden met één enkele atoomlaag. Daarnaast werd in grafeen het relativistische kwantum-hall-effect bij kamertemperatuur gevonden. Tot dan werd gedacht dat dit effect uitsluitend optrad bij lage temperaturen en hoge magneetvelden.

## Onderscheidingen
Op 24 november 2010 werd hij door koningin Beatrix benoemd tot commandeur in de Orde van de Nederlandse Leeuw en in 2012 door koningin Elizabeth benoemd tot Knight Bachelor in de Orde van het Britse Rijk.
- 2008 - EuroPhysics Prize (met Andre Geim)
- 2008 - IUPAP Young Scientist Prize
- 2010 - Nobelprijs voor Natuurkunde (met Geim)